# 잭 혹시

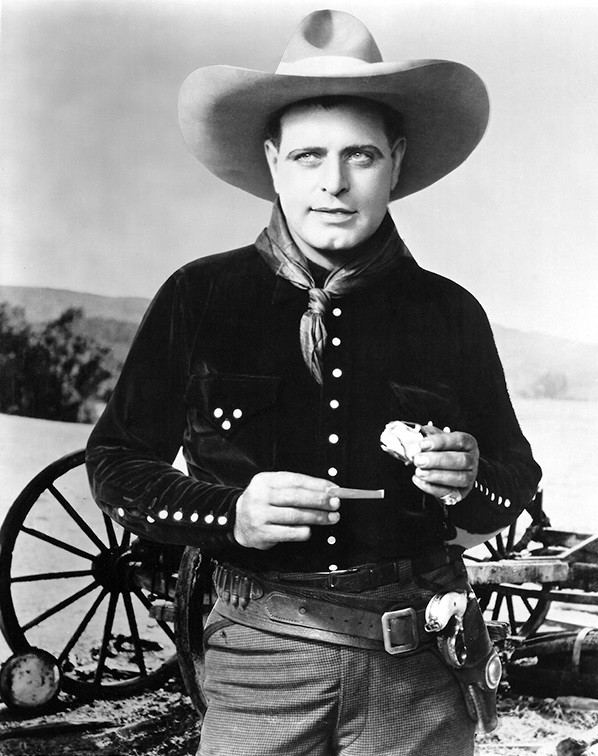

잭 혹시(Jack Hoxie, 1885년 1월 11일 ~ 1965년 3월 28일)는 미국의 배우이다.
인디언 준주에서 태어났다.

## 영화
- 금 (1932년)
- 불법의 정의 (1932년)
- 더 덤 걸 오브 포르티치 (1916년)